# Parorthocladius nigritus
Parorthocladius nigritus är en tvåvingeart som först beskrevs av Maurice Emile Marie Goetghebuer 1938.  Parorthocladius nigritus ingår i släktet Parorthocladius och familjen fjädermyggor. Inga underarter finns listade i Catalogue of Life.